# Stérilisation forcée au Pérou

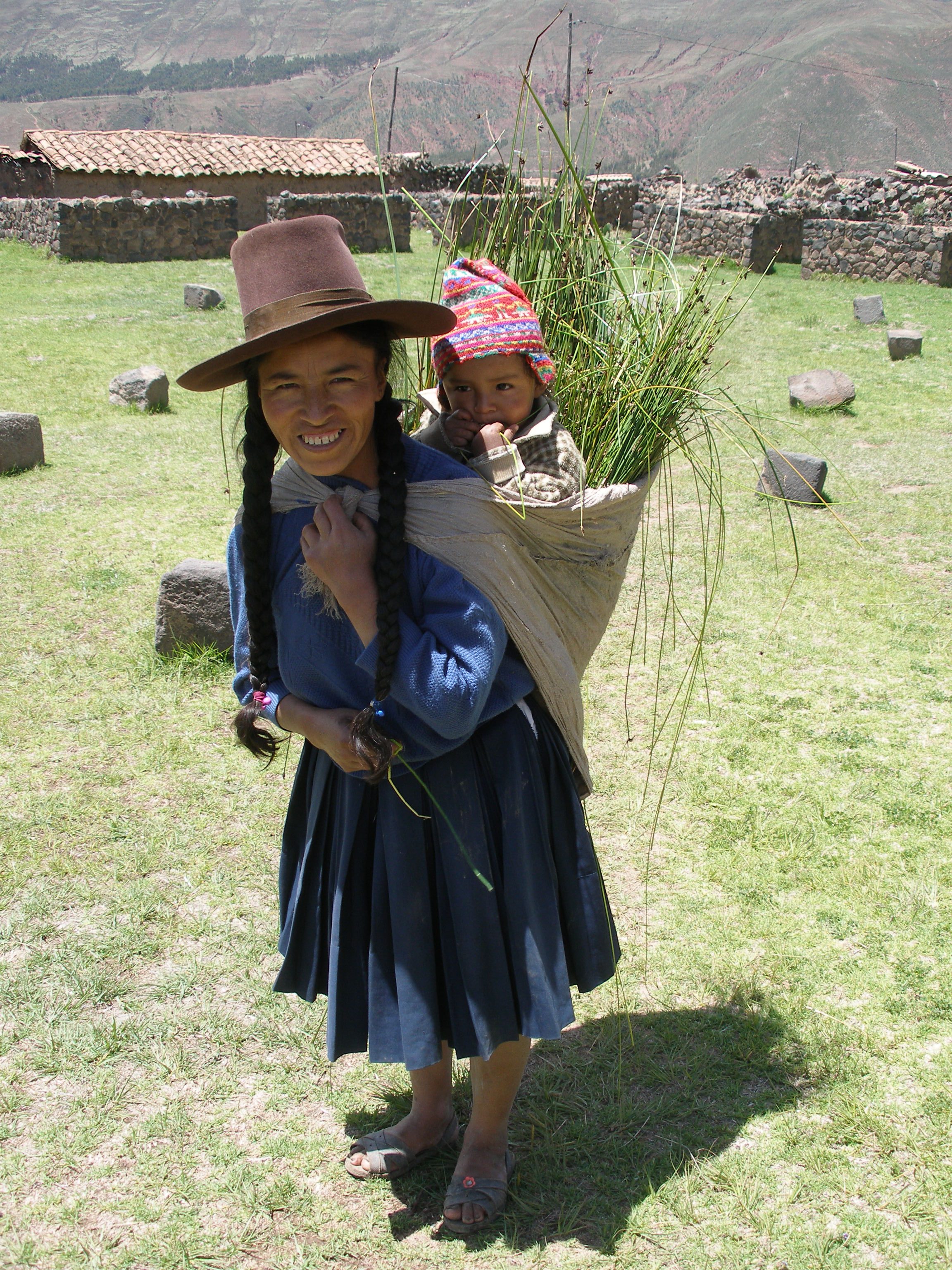
Femme andine avec son enfant

Les stérilisations forcées au Pérou (espagnol : esterilizaciones forzosas en Perú) sont un programme initié par le gouvernement d'Alberto Fujimori,, dans le but de contrôler la population de femmes pauvres et indigènes, principalement dans les communautés rurales andines. Cette pratique faisait partie du Programme national de population dirigé par l'État, issu du Plan Verde de l'armée, initialement destiné à la relance économique et à la lutte contre l'insurrection du Sentier lumineux. Le programme a été largement condamné comme une forme de nettoyage ethnique ou de génocide en raison de son impact excessif sur les populations rurales et indigènes du Pérou.
Les racines de ce programme remontent aux mesures de contrôle de la population et aux théories eugéniques qui ont émergé au Pérou au début du XXe siècle. Ces mesures ont considérablement évolué sous l'administration de Fujimori, qui justifiait les stérilisations comme un moyen d'atténuer la pauvreté et d'améliorer la distribution des ressources en réduisant les taux de natalité parmi les groupes « culturellement arriérés » et économiquement défavorisés. Malgré les affirmations de participation volontaire, de nombreuses femmes ont souvent été stérilisées sans consentement éclairé, sous la menace, ou en échange de nourriture et de soins médicaux.
Cette campagne de stérilisation forcée a eu des conséquences socio-économiques et sanitaires durables dans les communautés touchées. Le programme a décimé les économies rurales, aggravé la pauvreté et entraîné de nombreuses violations des droits de l'homme. Les efforts pour rendre justice aux victimes ont rencontré de nombreux obstacles, y compris la résistance du gouvernement et des défis juridiques. Bien que des instances internationales et nationales aient condamné ces actes comme des crimes contre l'humanité, la responsabilisation et les réparations pour les victimes restent limitées.

## Contexte
Au Pérou, au cours du xxe siècle, des politiques de contrôle démographique, souvent liées à l’ethnicité, ont commencé à émerger. Dans les années 1920 et 1930, les élites péruviennes ont adopté la théorie de l’eugénisme, imposant des examens prénuptiaux destinés à interdire les unions impliquant des individus jugés « inaptes ». Durant les années 1930, le gouvernement péruvien a activement encouragé l’immigration d’Européens blancs.
Les préoccupations modernes concernant le contrôle démographique au Pérou, après les mouvements eugénistes des années 1930 et 1940, provenaient des changements démographiques rapides. La population s’est urbanisée rapidement, et les progrès des soins de santé ont conduit à une baisse de la mortalité, tandis que le taux de natalité est resté stable à environ six enfants par femme en 1972.
Avec l’avancée de la révolution sexuelle aux États-Unis et dans d'autres pays, des revendications ont émergé au Pérou pour un accès accru aux méthodes de contraception pour les femmes. Si les groupes féministes ont milité activement en faveur des femmes des classes moyennes, principalement urbaines, la question de la classe sociale et de l'ethnicité a influencé ce mouvement. Les militantes de la classe moyenne disposaient d'un accès bien meilleur aux méthodes contraceptives et aux services de santé reproductive que les femmes pauvres, rurales et majoritairement indigènes.
Après l’effondrement du régime militaire dans les années 1980, les premières tentatives d’élargir l’accès aux méthodes contraceptives ont été entreprises sous l’administration de Fernando Belaúnde. Le recensement de 1981 a révélé que le taux de natalité moyen demeurait légèrement supérieur à cinq enfants par femme, et que ceux vivant dans les zones où le taux de natalité était le plus élevé ne souhaitaient pas avoir plus d’enfants. Le gouvernement a ainsi créé un conseil national de la population et a introduit des services de planification familiale dans les hôpitaux. Ces initiatives sont restées majoritairement confinées aux centres urbains, sans atteindre les populations rurales, principalement indigènes. Ces efforts ont été poursuivis sous la présidence d'Alan García, avec le soutien de l'Église catholique et de la gauche politique.
Bien que l'Église catholique ait soutenu les efforts visant à limiter la croissance démographique, elle s’opposait à l'utilisation des méthodes modernes de contraception. À la place, elle prônait la « parentalité responsable » et les méthodes traditionnelles. Craignant une réaction négative de l'Église, la législation de 1985 a choisi de ne pas légaliser la stérilisation volontaire et l’avortement, ce qui a déçu les féministes péruviennes.

### Plan Verde
Dans les années 1980, le Pérou était un pays depuis longtemps sous le contrôle d'une oligarchie, ce qui avait creusé un fossé important entre une poignée « d'individus puissants » et une majorité « pauvre et impuissante ». Les forces armées péruviennes, exaspérées par l'incapacité du gouvernement d'Alan García à résoudre les crises nationales, notamment le conflit interne, ont commencé à élaborer un plan pour renverser son gouvernement et instaurer un régime néolibéral. Les élites économiques péruviennes ont maintenu des liens avec les stratèges militaires ; les milieux d'affaires ont fourni les idées économiques que l'armée a approuvées, prônant un programme économique néolibéral associé à la mise en place d'un régime autoritaire pour rétablir l'ordre.
Dans un des volumes du plan intitulé Conduire le Pérou au XXIe siècle, l'armée prévoyait de stériliser les citoyens pauvres ; l'analyste péruvien Fernando Rospigliosi a décrit ces idées comme étant « franchement similaires à celles des nazis ». Dans ce volume, l'armée affirme que « l’usage généralisé de procédés de stérilisation pour les groupes culturellement arriérés et économiquement appauvris est opportun », qualifiant ces groupes de « fardeaux inutiles » et ajoutant que « vu leur caractère incorrigible et leur manque de ressources... leur extermination totale s’impose ».
D'après le magazine péruvien Oiga, les forces armées ont finalisé leurs plans le 18 juin 1990, comprenant plusieurs scénarios pour un coup d'État prévu pour le 27 juillet 1990, la veille de l'investiture d'Alberto Fujimori. Le magazine a précisé que dans l'un des scénarios intitulé « Négociation et accord avec Fujimori. Bases de la négociation : concept de démocratie dirigée et d'économie de marché », Fujimori devait accepter le plan militaire au moins vingt-quatre heures avant son investiture. Rospigliosi déclare qu'« un accord a été conclu entre Fujimori, [Vladimiro] Montesinos et certains officiers militaires » impliqués dans le Plan Verde avant l'investiture de Fujimori. Ne disposant pas de son propre plan de gouvernement, Fujimori a adopté plusieurs des politiques du Plan Verde, faisant de l'armée un partenaire de son régime.

### Programme national de population
« Nous devions réaliser un certain nombre de stérilisations chaque mois. C’était obligatoire, et si nous ne nous conformions pas, nous étions renvoyés. De nombreux prestataires n’informaient pas les femmes qu’elles allaient être stérilisées – ils leur disaient que l’intervention concernait autre chose. Mais je sentais que c’était mal. Je préférais offrir un sac de riz aux femmes pour les convaincre d’accepter la procédure et leur expliquais au préalable ce qui allait se passer. » 
— Médecin du ministère de la Santé

Le gouvernement Fujimori, en particulier les bureaux de la présidence et du premier ministre, a déterminé que les stérilisations constituaient un outil essentiel pour le développement économique, révélant leurs intentions en matière de contrôle démographique. En 1991, un nouveau Programme national de population a été mis en place par le Conseil national de la population de Fujimori. Avec la complicité de Fujimori, les plans d’un coup d'État, tels qu'ils avaient été conçus dans le Plan Verde, furent préparés sur une période de deux ans et finalement exécutés lors du coup d'État péruvien de 1992, qui a instauré un régime civil-militaire et lancé la mise en œuvre des objectifs du Plan Verde.
En 1993, un Rapport national sur la population et le développement du gouvernement Fujimori a fait valoir que le programme précédent était insuffisant et a encouragé une expansion massive du programme. Cette même année, le rapport du Premier ministre intitulé « Principes directeurs de la politique sociale de base » a eu une influence déterminante sur la politique de population, affirmant que les projections démographiques mettraient le Pérou dans l'incapacité de fournir des services sociaux de base. Le document « Politique sociale : situation et perspectives » a également indiqué que la contraception permanente ciblant les pauvres faisait partie des treize principales politiques de redressement économique de l'administration Fujimori. Le directeur du programme nommé par Fujimori, Eduardo Yong Motta, contactait chaque semaine les cliniques pour exiger des quotas plus élevés selon le personnel, tandis que les méthodes de gestion très interventionnistes de Fujimori conduisaient ce dernier à visiter directement les responsables régionaux du programme pour exiger plus de stérilisations.
Avant la mise en place du programme, moins de 15 000 stérilisations étaient pratiquées chaque année, et les femmes ne pouvaient subir l’opération que « si elles couraient un risque pour la santé, avaient quatre enfants ou plus, ou dépassaient un certain âge ». Cependant, après 1995, lorsque les stérilisations ont commencé à être pratiquées, il n’y avait plus de conditions préalables à part le fait que les femmes devaient appartenir à la communauté pauvre et marginalisée du Pérou. De plus, le nombre de stérilisations annuelles est passé de 15 000 à 67 000 en 1996, puis à 115 000 en 1997. La plupart du personnel recruté pour pratiquer les stérilisations n’était pas correctement formé, une grande partie de l’équipement utilisé était obsolète ou de mauvaise qualité, et les services de conseil fournis aux patientes étaient également assurés par un personnel mal formé, beaucoup de femmes ne recevant pas « d’informations de qualité avant les interventions ».
Fujimori a utilisé le langage féministe pour manipuler le discours autour de la planification familiale au Pérou et a donné plus d'importance au contrôle de la population qu'aux droits humains. Au total, plus de 300 000 Péruviens ont été victimes de stérilisations forcées dans les années 1990, la majorité étant touchée par le Programme national de population.

### Implication de l'USAID (Agence des États-Unis pour le développement international)[8]
Pendant trois décennies, l'USAID a été le principal donateur étranger pour la planification familiale au Pérou. Jusqu'aux années 1990, l'engagement du gouvernement péruvien à fournir des services de planification familiale était limité,. En 1998, des inquiétudes ont surgi concernant l'implication de l'USAID dans des campagnes de stérilisation forcée au Pérou. Certains politiciens d'extrême droite à Washington se sont opposés au financement par l'USAID d'initiatives de planification familiale dans le pays,. En janvier 1998, David Morrison, de l'ONG américaine Population Research Institute (PRI), s'est rendu au Pérou pour enquêter sur les allégations de violations des droits de l'homme liées à ces programmes. Au cours de sa visite, Morrison a recueilli le témoignage de politiciens péruviens et d'autres personnalités opposées à la planification familiale, mais n'a pas rencontré de responsables de l'USAID au Pérou. À son retour aux États-Unis, le PRI a soumis ses conclusions au député américain Chris Smith, membre du Parti républicain, demandant la suspension des efforts de planification familiale de l'USAID au Pérou. Smith a ensuite envoyé un membre de son équipe au Pérou pour une enquête plus approfondie,.
En février 1998, une autre organisation américaine d'extrême droite, l'Alliance latino-américaine pour la famille, a envoyé son directeur au Pérou pour examiner la situation, toujours sans consulter les responsables de l'USAID. Le 25 février 1998, un sous-comité de la Commission des relations internationales de la Chambre des représentants des États-Unis, présidé par Smith, a tenu une audition sur « le programme péruvien de contrôle de la population ». Les allégations selon lesquelles l'USAID finançait des stérilisations forcées au Pérou ont incité le député Todd Tiahrt à présenter l'« amendement Tiahrt » en 1998. Cependant, le sous-comité a conclu que le financement de l'USAID n'avait pas soutenu les abus commis par le gouvernement péruvien.